# 사손맹
사손 맹(士孫萌, ? ~ ?)은 후한 말기의 인물로, 자는 문시(文始)이며 부풍군 평릉현(平陵縣) 사람이다.

## 생애
위위 사손서의 아들로, 어려서부터 학문에 재능이 있어 열다섯 살의 나이에 천거되었다. 왕윤의 주도로 동탁이 주살되었을 때, 사손서는 왕윤이 곧 패망하리라고 여겨 사손맹으로 하여금 가족들을 이끌고 형주목 유표에게 의탁하게 하였다. 과연 왕윤은 동탁의 잔당 이각·곽사의 손에 죽었고, 정권은 이들의 손에 넘어갔다.
흥평 2년(195년), 헌제는 이각 등의 핍박을 피하여 장안을 탈출하였다. 사손서는 헌제를 호위하다가 목숨을 잃었고, 이듬해에 허(許)에 자리잡은 헌제는 사손서의 공적을 기려 사손맹을 담진정후(澹津亭侯)에 봉하였다. 사손맹이 봉국으로 갔을 때, 왕찬은 사손맹을 위하여 시를 써 주었다.

## 출전
- 지우(摯虞), 《삼보결록주》(三輔決録注) [소통, 《문선》 권23 증사손문시(贈士孫文始) 이선주에 인용]